# Джеймс Соренсон
Джеймс Соре́нсон (англ. James LeVoy Sorenson; 30 липня 1921 — 20 січня 2008) — засновник «Sorenson Companies», батьківська компанія 32 корпорацій.
Філантроп, Джеймс Соренсон був найбагатшою людиною Юти з оціночним статком у $4,5 млрд на момент смерті.
Соренсон, що посідав 68-ий місце за розміром статків, помер в січні 2008 року від раку у віці 86 років. Соренсон залишив практично весь свій статок на благочинні цілі — підтримку дитячих, освітніх і медичних програм, а не спадкоємцям — дружині і вісьмом дітям.